# اچ‌ام‌ای‌اس مرماید (ای ۰۲)
اچ‌ام‌ای‌اس مرماید (ای ۰۲) (به انگلیسی: HMAS Mermaid (A 02)) یک کشتی است که طول آن ۳۶٫۶ متر (۱۲۰ فوت) می‌باشد. این کشتی در سال ۱۹۸۹ ساخته شد.